# Włodi
Włodi, właśc. Paweł Włodkowski (ur. 5 marca 1976 w Warszawie) – polski raper i producent muzyczny, a także przedsiębiorca. Zaliczany do prekursorów nurtu ulicznego rapu w Polsce. Paweł Włodkowski znany jest przede wszystkim z wieloletnich występów w zespole hip-hopowym Molesta Ewenement, którego był współzałożycielem. Wraz z zespołem nagrał m.in. pięć albumów studyjnych. Uzyskał także dwukrotnie nominację do nagrody polskiego przemysłu fonograficznego Fryderyka. Od 2009 roku współtworzy zespół Parias. Wraz z bratem Hohol’em tworzy grupę producencką Tek-N. Prowadzi także solową działalność artystyczną. Był ponadto członkiem składu Klima, wraz z Chadą, Kaczym i Vieniem.
Włodi współpracował ponadto m.in. z takimi wykonawcami jak: DJ 600V, Zipera, Mor W.A., DJ. B, Pono, WhiteHouse, WNB, Emade, Hemp Gru, Małolat, Ajron, WWO, Slums Attack, THS Klika, Grammatik, Dixon37, Pjus, VNM, W.E.N.A. oraz Pyskaty. Od 2006 roku Włodkowski wraz członkami zespołu Molesta Ewenement prowadzi wytwórnię muzyczną Respekt Records. Wcześniej był związany z firmą Baza Lebel. Jest również właścicielem firmy odzieżowej 5G.
Żonaty, ma córkę. Jest muzułmaninem.

## Życiorys
Paweł Włodkowski pochodzi ze Służewca, znajdującego się na warszawskim Mokotowie. Hip-hopem zainteresował się na początku lat 90. XX w. Pierwsze nagrania tworzył wraz z Kaczym na domowym komputerze firmy Atari. W 1995 roku Włodi wraz z Vieniem założył zespół pod nazwą Molesta. Pierwszy autorski utwór zespołu, a także samego Włodiego znalazł się na wydanej w 1997 roku kompilacji Smak B.E.A.T. Records. Rok później ukazał się debiutancki album formacji zatytułowany Skandal. Wydawnictwo trafiło do sprzedaży dzięki B.E.A.T. Records, oficynie której ówczesnym współwłaścicielem był dziennikarz Hirek Wrona. Formacja szybko zyskała na popularności dzięki piosenkom „Armagedon” i „Wiedziałem że tak będzie”, które były emitowane m.in. przez Polskie Radio. W pięć lat po premierze materiał został wyróżniony złoty płytą za sprzedaż 50 tys. egzemplarzy. Był to także największy sukces komercyjny w historii działalności grupy. Także w 1998 roku muzyk gościł wydanym latem albumie producenckim DJ-a 600V – Produkcja hip-hop. W 1999 roku, jako trio, w składzie uzupełnionym o Pelsona zespół nagrał drugi album zatytułowany Ewenement. Pewną popularność zyskały pochodzące z wydawnictwa piosenki „Miejskie bagno” i „Co jest nauczane”. Materiał został także wyróżniony nominacją do nagrody polskiego przemysłu muzycznego Fryderyka. W 2000 roku z Wilkiem w składzie powstał album pt. Taka płyta... Nagrania dotarły do 12. miejsca listy OLiS. Płyta przyniosła zespołowi również drugą nominację do Fryderyka. Także 2000 roku Włodi wystąpił gościnnie na albumach Zipery – O.N.F.R., WWO – Masz i pomyśl oraz Mor W.A. – Te słowa mówią wszystko. W 2002 roku piosenki z udziałem rapera trafiły na płyty DJ.-a B – Styl pijanego mistrza, Pona – Hołd i duetu WhiteHouse – Kodex. W kwietniu również 2002 roku raper dał koncert podczas New Yorker Hip-Hop Festiwal w Poznaniu, gdzie wystąpił m.in. u boku składów Fenomen i Ascetoholix.
27 września 2003 roku nakładem Pomaton EMI ukazał się pierwszy album solowy Włodiego zatytułowany ...Jak nowonarodzony. Płyta dotarła do 6. miejsca listy OLiS. Gościnnie w nagraniach wzięli udział m.in. Peja, Koras i Pono. Natomiast materiał muzyczny przygotowali sam Włodi, a także Hohoł, Waco i L.A. Pewną popularność w Polsce zyskała pochodząca z płyty piosenka tytułowa, która dotarła do 22. miejsca Szczecińskiej Listy Przebojów Polskiego Radia. W międzyczasie Włodi gościł na płytach WNB – Dowód odpowiedzialności, DJ-a Decksa – Mixtape Vol. 3, duetu Vienio i Pele – Autentyk 2, a także na wydanym pod koniec roku debiucie solowym Emade – Album producencki. W 2004 roku Włodkowski wystąpił gościnnie kolejno na płytach Mor W.A. – Dla słuchaczy, Agenda – Coś do zrobienia oraz Hemp Gru – Klucz. Raper dał także koncert podczas częstochowskiego festiwalu Hip Hop Active, a także wraz z Molestą poprzedzał występ amerykańskiego duetu Mobb Deep w Polsce. Muzyk wystąpił m.in. u boku takich wykonawców jak Ego oraz Ideo. Na początku 2005 roku został wydany debiut duetu Małolat i Ajron – W pogoni za lepszej jakości życiem z udziałem Włodiego, który rapował w kompozycji „Przestępcze myśli”. 25 czerwca tego samego roku do sprzedaży trafił drugi album solowy Włodkowskiego pt. W.... Wydawnictwo, którego produkcji podjęli się Kuba O, Lab’z, Korzeń, Zoober Slimm, Tek.N i Ajron uplasowało się na 35. miejscu listy sprzedaży OLiS. Wśród gości na płycie znaleźli się m.in. Numer Raz, Ten Typ Mes i Eis. W ramach promocji do piosenki „Zobacz co się dzieje na podwórku” został zrealizowany teledysk. Pod koniec roku do sprzedaży trafiła czwarta produkcja WWO – Życie na kredycie. Włodkowski rapował w pochodzącej z płyty piosence „I tak to osiągnę”, w której wystąpił także m.in. francuski zespół Soundkail.
W 2006 roku pochodząca z debiutu Włodiego kompozycja „Odrzucili opcje” trafiła na kompilację składu Slums Attack – Fturując. Z kolei sam muzyk podjął współpracę z formacją THS Klika. Efektem była kompozycja zatytułowana „Czarno na białym” wydana na płycie tegoż zespołu – Liryka chodnika. Wydany został także czwarty album Molesty pt. Nigdy nie mów nigdy. W 2007 roku raper wraz z Krito i Cyklonem gościł w piosence Normano – „To co ma wartość” wydanej na płycie W słusznej sprawie. Włodkowski wystąpił także na ostatnim albumie warszawskiej grupy Grammatik pt. Podróże. Zwrotki rapera znalazły się w utworze, nagranej również z Pelsonem. W 2008 roku Molesta ponownie jako trio zespół nagrał piąty album studyjny pt. Molesta i kumple. Wydawnictwo dotarło do. 7 miejsca listy OLiS. Dwa lata później płyta uzyskała status złotej. Tego samego roku Włodi wystąpił wraz z Miodem w piosence „Bliżej niż myślisz”, która znalazła się na debiucie kolektywu Dixon37 – Lot na całe życie. W 2009 roku wraz z Eldo i Pelsonem założył zespół Parias. Także w 2009 roku wraz z Pelsonem wystąpił w piosence „Wybieram spokój” wydanej na solowym debiucie Pjusa – Life After Deaf. Wydany został także zarejestrowany w Warszawie album koncertowy Molesty Live! in Fonobar. W 2011 roku ukazał debiut Parias pod tym samym tytułem. Materiał dotarł do 3. miejsca zestawienia OLiS. Nagrania, według koncepcji raperów nie objęte żadnym patronatem medialnym były promowane teledyskami do utworów „Bezczelni”, „Zostawiam” i „Wzorowy”. W międzyczasie raper gościł na płytach W.E.N.Y. – Dalekie zbliżenia i VNM – De Nekst Best. Natomiast jedna z klasycznym kompozycji z udziałem rapera – „Pamiętaj o melanżu” trafiła na kompilację DJ-a 600V – Klasyk Mixtape: Prolog. W 2012 roku Włodi wystąpił na drugiej solowej produkcji Pyskatego – Pasja. Zwrotki rapera znalazły się w kompozycji „Mówią o nim”. Na początku 2013 roku pierwsze wydawnictwo Parias uzyskało status złotej płyty, sprzedając się w nakładzie 15 tys. egzemplarzy.

## Dyskografia
Albumy solowe
| Tytuł                            | Dane dot. albumu                                              | Pozycja na liście | Sprzedaż       | Certyfikat          |
| Tytuł                            | Dane dot. albumu                                              | POL               | Sprzedaż       | Certyfikat          |
| -------------------------------- | ------------------------------------------------------------- | ----------------- | -------------- | ------------------- |
| ...Jak nowonarodzony             | - Data: 27 września 2003 - Wydawca: Pomaton EMI               | 6                 |                |                     |
| W...                             | - Data: 25 czerwca 2005 - Wydawca: EMI Music Poland           | 35                |                |                     |
| Wszystko z dymem                 | - Data: 19 września 2014 - Wydawca: Step Records/CD-Contact   | 1                 | - POL: 20,000+ | - ZPAV: Złota płyta |
| Wszystkie drogi prowadzą do dymu | - Data: 31 marca 2017 - Wydawca: District Area                | 2                 | 10, 000+       |                     |
| Osad (EP)                        | - Data: 30 listopada 2018 - Wydawca: Universal Music Polska   | 9                 |                |                     |
| W/88 (oraz 1988)                 | - Data: 17 września 2020 - Wydawca: Def Jam Recordings Poland | 3                 |                |                     |
| Hhultras                         | - Data: 31 marca 2023 - Wydawca: Def Jam Recordings Poland    | 4                 |                |                     |

Single
| „Jak nowonarodzony”                          | 2003 | 22 | ...Jak nowonarodzony |
| „Zobacz co się dzieje na podwórku”           | 2005 | –  | W...                 |
| Włodi, Ero, Diox i inni – „A pamiętasz jak?” | 2011 | –  | –                    |
| „–” singel nie był notowany.                 |      |    |                      |

Inne notowane utwory
| Tytuł                                      | Rok  | Pozycja na liście | Album                  |
| Tytuł                                      | Rok  | SLiP              | Album                  |
| ------------------------------------------ | ---- | ----------------- | ---------------------- |
| „Słodkie kłamstwa” (gościnnie: Pele, Alex) | 2002 | 38                | Radio Ewenement 5 G Fm |

Inne
| Album                                              | Rok  | Uwagi | Źródło |
| -------------------------------------------------- | ---- | --- | ------ |
| Smak B.E.A.T. Records (kompilacja)                 | 1997 | rap w utworze „Nie dla sławy i nie dla pieniędzy”                                                                           | [ 8 ]  |
| Wzgórze Ya-Pa 3 – Trzy                             | 1998 | produkcja utworu „Co ważne a co ważne nie jest”                                                                             | [ 58 ] |
| Klan CD#02 (kompilacja)                            | 1998 | rap w utworze „Po pierwsze nie dla sławy, po drugie nie dla pieniędzy”                                                      | [ 59 ] |
| DJ 600V – Produkcja hip-hop                        | 1998 | gościnnie rap w utworach „Pamiętaj o melanżu” i „Pierwszy krok na nowej drodze”                                             | [ 10 ] |
| Zipera – O.N.F.R.                                  | 2000 | gościnnie rap w utworze „Obojetność”                                                                                        | [ 13 ] |
| WWO – Masz i pomyśl                                | 2000 | gościnnie rap w utworze „Nie ma załamka”                                                                                    | [ 14 ] |
| Mor W.A. – Te słowa mówią wszystko                 | 2000 | gościnnie rap w utworze „Idź za ciosem”                                                                                     | [ 15 ] |
| Pokaż walory (kompilacja)                          | 2000 | rap w utworze „Pamiętaj o melanżu”                                                                                          | [ 60 ] |
| WWO – Obejrzyj sobie wiadomości (singel)           | 2000 | remiks utworu „Obejrzyj sobie wiadomości”                                                                                   | [ 61 ] |
| WWO – Jeszcze będzie czas (singel)                 | 2001 | produkcja utworu „Teraz tak”                                                                                                | [ 62 ] |
| Radio Ewenement 5 G Fm (kompilacja)                | 2001 | rap w utworze „Słodkie kłamstwa”                                                                                            | [ 63 ] |
| DJ.B – Styl pijanego mistrza                       | 2002 | gościnnie rap w utworze „Propsy”                                                                                            | [ 16 ] |
| Pono – Temat zakazany                              | 2002 | gościnnie rap w utworze „Osaczony – z życia wzięte”                                                                         | [ 64 ] |
| Pono – To co po mnie zostanie (singel)             | 2002 | remiks utworu „Fundament”                                                                                                   | [ 65 ] |
| Vienio, Pele – Autentyk                            | 2002 | produkcja utworu „Intro” | [ 66 ] |
| Pono – Hołd                                        | 2002 | gościnnie rap w utworze „Osaczony – z życia wzięte” oraz produkcja utworów „Intro”, „Spróbuj” i „Osaczony – Z życia wzięte” | [ 67 ] |
| WhiteHouse – Kodex                                 | 2002 | gościnnie rap w utworze „Na żywo”                                                                                           | [ 18 ] |
| WNB – Dowód odpowiedzialności                      | 2003 | gościnnie rap w utworze „To mi się udało” oraz produkcja utworu „Tak czynię”                                                | [ 68 ] |
| DJ Decks – Mixtape Vol. 3                          | 2003 | gościnnie rap w utworze „Włodi dla Decksa”                                                                                  | [ 22 ] |
| Vienio I Pele – Autentyk 2                         | 2003 | gościnnie rap w utworze „Zawistne serce”                                                                                    | [ 23 ] |
| Emade – Album producencki                          | 2003 | gościnnie rap w utworze „Żebro Adama” (Remix)                                                                               | [ 24 ] |
| Mor W.A. – Dla słuchaczy                           | 2004 | gościnnie rap w utworze „Ten świat”                                                                                         | [ 25 ] |
| Hemp Gru – Klucz                                   | 2004 | produkcja utworu „Czy to prawda?” oraz gościnnie rap w utworze „Emokah”                                                     | [ 69 ] |
| Hip-Hop.pl – Kompilacja (kompilacja)               | 2004 | rap w utworze „...jak nowonarodzony”                                                                                        | [ 70 ] |
| Agenda – Coś do zrobienia                          | 2004 | gościnnie rap w utworze „Dlatego”                                                                                           | [ 26 ] |
| Małolat/Ajron – W pogoni za lepszej jakości życiem | 2005 | gościnnie rap w utworze „Przestępcze myśli”                                                                                 | [ 29 ] |
| WWO – Życie na kredycie                            | 2005 | gościnnie rap w utworze „I tak to osiągnę”                                                                                  | [ 33 ] |
| Slums Attack – Fturując                            | 2006 | gościnnie rap w utworze „Odrzucili opcje”                                                                                   | [ 34 ] |
| Hiphopstacja 3 (kompilacja)                        | 2006 | rap w utworze „Zobacz zo się dzieje na podwórku”                                                                            | [ 71 ] |
| Waco Records Sampler 2006 Vol.1 (kompilacja)       | 2006 | rap w utworze „Bez eskorty”                                                                                                 | [ 72 ] |
| WWO – I tak to osiągnę                             | 2006 | gościnnie rap w utworze „I tak to osiągnę”                                                                                  | [ 73 ] |
| THS Klika – Liryka chodnika                        | 2006 | gościnnie rap w utworze „Czarno na białym”                                                                                  | [ 35 ] |
| Normano – W słusznej sprawie                       | 2007 | gościnnie rap w utworze „To co ma wartość”                                                                                  | [ 36 ] |
| Grammatik – Podróże                                | 2007 | gościnnie rap w utworze „A Wy”                                                                                              | [ 37 ] |
| Dixon37 – Lot na całe życie                        | 2008 | gościnnie rap w utworze „Bliżej niż myślisz”                                                                                | [ 38 ] |
| Road Hip-Hop Classic 2008 (kompilacja)             | 2008 | rap w utworze „Pamiętaj o melanżu”                                                                                          | [ 74 ] |
| Pjus – Life After Deaf                             | 2009 | gościnnie rap w utworze „Wybieram spokój”                                                                                   | [ 39 ] |
| VNM – De Nekst Best                                | 2011 | gościnnie rap w utworze „Róże betonu”                                                                                       | [ 40 ] |
| DJ 600V – Klasyk Mixtape: Prolog                   | 2011 | gościnnie rap w utworze „Pamiętaj o melanżu”                                                                                | [ 42 ] |
| W.E.N.A. – Dalekie zbliżenia                       | 2011 | gościnnie rap w utworze „Do dnia, w którym”                                                                                 | [ 41 ] |
| Pyskaty – Pasja                                    | 2012 | gościnnie rap w utworze „Mówią o nim”                                                                                       | [ 43 ] |
| W.E.N.A. – Nowa ziemia                             | 2013 | gościnnie rap w utworze „Wszystko”                                                                                          | [ 75 ] |
| Miuosh X Onar – Nowe światło                       | 2013 | gościnnie rap w utworze „Miało mnie tu nie być”                                                                             | [ 76 ] |
| Pokój z Widokiem na Wojnę – Grawitacja             | 2014 | gościnnie rap w utworze „Planeta wroga”                                                                                     | [ 77 ] |

## Teledyski
| Tytuł                                                                   | Rok  | Reżyseria               | Album                              | Źródło |
| ----------------------------------------------------------------------- | ---- | ----------------------- | ---------------------------------- | ------ |
| „...Jak nowonarodzony”                                                  | 2003 | –                       | ...Jak nowonarodzony               | [ 78 ] |
| „Zobacz co się dzieje na podwórku”                                      | 2005 | –                       | W...                               | [ 32 ] |
| „1996” (gościnnie: Molesta)                                             | 2014 | 9Liter Filmy            | Wszystko z dymem                   | [ 79 ] |
| „T&T”                                                                   | 2014 | Letemknow, M.L. Filmz   | Wszystko z dymem                   | [ 80 ] |
| „W słońcu”                                                              | 2014 | EvilEyeStudio           | Wszystko z dymem                   | [ 81 ] |
| „Proces spalania” (gościnnie: Danny)                                    | 2014 | EvilEyeStudio           | Wszystko z dymem                   | [ 82 ] |
| „Guzik” (gościnnie: Małpa)                                              | 2014 | Deys                    | Wszystko z dymem                   | [ 83 ] |
| „Chmur drapacze” (gościnnie: W.E.N.A. i Gruby Mielzky)                  | 2014 | M.L. Filmz              | Wszystko z dymem                   | [ 84 ] |
| Gościnnie                                                               |      |                         |                                    |        |
| Pono – „Osaczony” (gościnnie: Włodi)                                    | 2002 | –                       | Hołd                               | [ 85 ] |
| Malolat, Ajron – „Przestępcze myśli” (gościnnie: Włodi)                 | 2005 | –                       | W pogoni za lepszej jakości życiem | [ 86 ] |
| WWO – „I tak to osiągnę” (gościnnie: Soundkail, Włodi, Kontrafakt)      | 2006 | Marcin Janiec, Videolot | Życie na kredycie                  | [ 87 ] |
| Al Paciwo – „To coś więcej” (gościnnie: Temate, Włodi)                  | 2010 | OG Films                | Rezurekcja                         | [ 88 ] |
| W.E.N.A. – „Do dnia, w którym” (gościnnie: Włodi)                       | 2011 | LetEmKnow Sequence      | Dalekie zbliżenia                  | [ 89 ] |
| Inne                                                                    |      |                         |                                    |        |
| Włodi, Pyskaty, Onar, Sokół, Stasiak, Pezet i inni – „A pamiętasz jak?” | 2011 | LetEmKnow               | A pamiętasz jak? (singel)          | [ 90 ] |

## Filmografia
| Tytuł                     | Rok  | Uwagi                                                                                                 | Źródło |
| ------------------------- | ---- | --- | ------ |
| „Pionierzy stylu – Włodi” | 2014 | film dokumentalny, realizacja: Michał Kowal, Jacek „Merd” Wszoła, Piotr „Steez” Szulc, Kamil Sołdacki | [ 91 ] |

## Nagrody i wyróżnienia
| Rok  | Kategoria           | Tytułem          | Nagroda     | Nota      | Źródło |
| ---- | ------------------- | ---------------- | ----------- | --------- | ------ |
| 2015 | Album roku          | Wszystko z dymem | Sztosy 2014 | Nominacja | [ 92 ] |
| 2015 | Artysta/zespół roku | Włodi            | Sztosy 2014 | Nominacja | [ 92 ] |
| 2015 | Singel roku         | „1996”           | Sztosy 2014 | Nominacja | [ 92 ] |

2021
W/88 Album roku